# Wej Čung-sien
Wej Čung-sien (čínsky pchin-jinem Wèi Zhōngxián, znaky 魏忠賢) (1568 Su-ning, Che-pej – 19. října 1627 An-chuej) byl čínský eunuch fakticky vládnoucí mingské Číně místo císaře Tchien-čchiho. Po smrti císaře byl donucen spáchat sebevraždu.

## Život
Historiky je považován za nejmocnějšího a nejznámějšího eunucha čínské historie. Původně chuligán a gambler jménem Wej Si (čínsky pchin-jinem Wèi Sì, znaky 魏四, doslova „Čtvrtý Wej“) se na útěku před věřiteli stal eunuchem a vstoupil do palácových služeb pod jménem Li Ťin-čung (čínsky pchin-jinem Lǐ Jìnzhōng, znaky 李进忠). V paláci se dostal do služeb paní Kche, kojné budoucího císaře Tchien-čchiho. Po císařově nástupu na trůn ho císař přejmenoval na Wej Čung-siena a nechal ho vládnout s paní Kche.
Wej získal prakticky neomezenou moc, likvidoval oponenty u dvora a ve vládě z hnutí Tung-lin. Prohlásil se po císaři druhým mužem říše. Roku 1627 po smrti Tchien-čchiho nastoupil nový císař Čchung-čen, který zbavil Weje moci, přinutil ho k sebevraždě, a osobně se chopil vlády.